# Nemuno kilpos
Nemuno kilpos este o arie protejată (arie specială de conservare — SAC, sit de importanță comunitară — SCI) din Lituania întinsă pe o suprafață de 1.346 ha, integral pe uscat.

## Localizare
Centrul sitului Nemuno kilpos este situat la coordonatele 54°34′44″N 24°00′51″E / 54.5789°N 24.0142°E.

## Înființare
Situl Nemuno kilpos a fost declarat sit de importanță comunitară în aprilie 2004 pentru a proteja 5 specii de animale. Situl a fost protejat și ca arie specială de conservare în iunie 2021.

## Biodiversitate
Situată în ecoregiunea boreală, aria protejată conține 1 habitat natural: Râuri cu maluri nămoloase cu vegetație de Chenopodion rubri p.p. și Bidention p.p..
La baza desemnării sitului se află mai multe specii protejate:
- mamifere (1): vidră de râu (Lutra lutra)
- nevertebrate (1): Ophiogomphus cecilia
- pești (3): avat (Aspius aspius), zvârluga (Cobitis taenia), boarță (Rhodeus amarus)